# Valentí Marín i Llovet
Valentí Marín i Llovet (Barcelona, 17 de gener de 1872 – 7 de desembre de 1936) fou un notari i jugador d'escacs català, molt actiu especialment els darrers anys del segle xix i primers del segle xx.
Fou un fort jugador, gran compositor de problemes d'escacs, (va llegar més de 260 composicions d'escacs, alguna de les quals va merèixer els elogis de Richard Réti) i destacà també en el joc a la cega. Fou també president de la Federació Espanyola d'Escacs (FEDA).
El 1913 Josep Paluzie i Lucena va publicar en honor seu el llibre Un artista en ajedrez (Valentín Marín), en edició bilingüe (castellà / esperanto), i editat a Barcelona per Hijos de Paluzíe, editores. La versió en esperanto fou obra de Frederic Pujulà i Vallès

## Resultats destacats en competició
Va participar en l'Olimpíada d'escacs de 1924 a París.

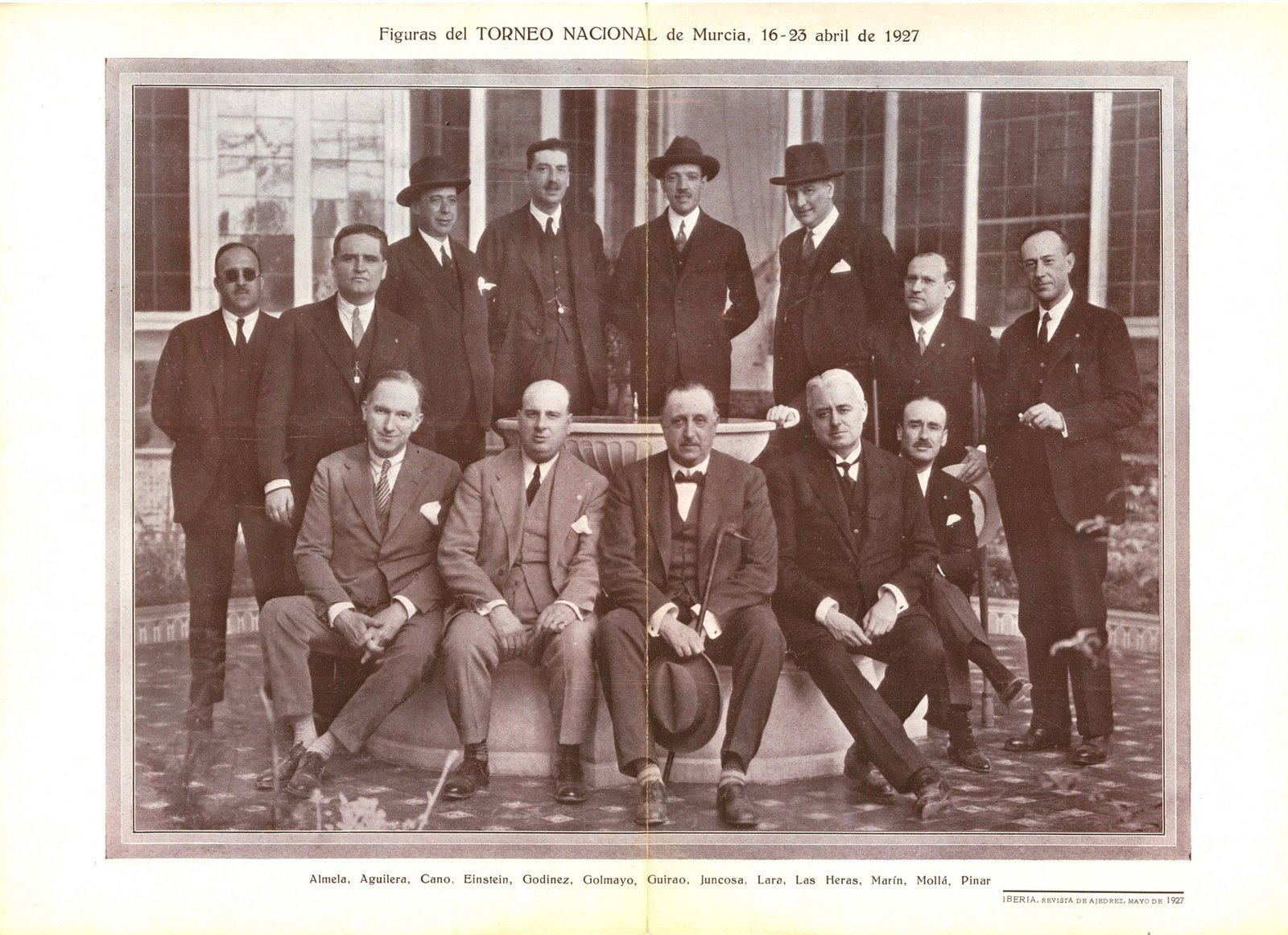
Participants al torneig de Múrcia 1927; Marín és assegut, el segon per la dreta.

 El 1927 va participar en un important torneig a Múrcia, on va quedar empatat al 2n-3r lloc amb José Juncosa, el millor jugador aragonès de principis del segle xx (el campió del torneig fou Manuel Golmayo).
Va representar Espanya com a segon tauler a l'Olimpíada d'escacs de 1927 a Londres, i com a primer tauler a l'Olimpíada d'escacs de 1928 a La Haia, i a l'Olimpíada d'escacs de 1930 a Hamburg. Va participar també a l'Olimpíada d'escacs de 1931, completant així totes les Olimpíades en què hi hagué participació espanyola.
El 27 de gener de 1935 va participar en les simultànies amb rellotge que Aleksandr Alekhin va jugar al Club d'escacs Barcelona (el Campió del Món obtingué un resultat de +10 =3).

## Problemista d'escacs
Marín va destacar com a compositor de problemes d'escacs, dels quals en va fer més de 260.
|   | a | b | c | d | e | f | g | h |   |
| 8 | a8 blanques rei · b7 blanques cavall · h7 negres peó · a6 blanques torre · c6 blanques alfil · e6 negres rei · g6 negres peó · h6 blanques cavall · b5 blanques peó · e5 negres peó · g5 blanques peó · c4 negres peó · b3 negres alfil · e3 negres peó · b2 blanques dama · g2 blanques peó · b1 negres cavall | a8 blanques rei · b7 blanques cavall · h7 negres peó · a6 blanques torre · c6 blanques alfil · e6 negres rei · g6 negres peó · h6 blanques cavall · b5 blanques peó · e5 negres peó · g5 blanques peó · c4 negres peó · b3 negres alfil · e3 negres peó · b2 blanques dama · g2 blanques peó · b1 negres cavall | a8 blanques rei · b7 blanques cavall · h7 negres peó · a6 blanques torre · c6 blanques alfil · e6 negres rei · g6 negres peó · h6 blanques cavall · b5 blanques peó · e5 negres peó · g5 blanques peó · c4 negres peó · b3 negres alfil · e3 negres peó · b2 blanques dama · g2 blanques peó · b1 negres cavall | a8 blanques rei · b7 blanques cavall · h7 negres peó · a6 blanques torre · c6 blanques alfil · e6 negres rei · g6 negres peó · h6 blanques cavall · b5 blanques peó · e5 negres peó · g5 blanques peó · c4 negres peó · b3 negres alfil · e3 negres peó · b2 blanques dama · g2 blanques peó · b1 negres cavall | a8 blanques rei · b7 blanques cavall · h7 negres peó · a6 blanques torre · c6 blanques alfil · e6 negres rei · g6 negres peó · h6 blanques cavall · b5 blanques peó · e5 negres peó · g5 blanques peó · c4 negres peó · b3 negres alfil · e3 negres peó · b2 blanques dama · g2 blanques peó · b1 negres cavall | a8 blanques rei · b7 blanques cavall · h7 negres peó · a6 blanques torre · c6 blanques alfil · e6 negres rei · g6 negres peó · h6 blanques cavall · b5 blanques peó · e5 negres peó · g5 blanques peó · c4 negres peó · b3 negres alfil · e3 negres peó · b2 blanques dama · g2 blanques peó · b1 negres cavall | a8 blanques rei · b7 blanques cavall · h7 negres peó · a6 blanques torre · c6 blanques alfil · e6 negres rei · g6 negres peó · h6 blanques cavall · b5 blanques peó · e5 negres peó · g5 blanques peó · c4 negres peó · b3 negres alfil · e3 negres peó · b2 blanques dama · g2 blanques peó · b1 negres cavall | a8 blanques rei · b7 blanques cavall · h7 negres peó · a6 blanques torre · c6 blanques alfil · e6 negres rei · g6 negres peó · h6 blanques cavall · b5 blanques peó · e5 negres peó · g5 blanques peó · c4 negres peó · b3 negres alfil · e3 negres peó · b2 blanques dama · g2 blanques peó · b1 negres cavall | 8 |
| 7 | a8 blanques rei · b7 blanques cavall · h7 negres peó · a6 blanques torre · c6 blanques alfil · e6 negres rei · g6 negres peó · h6 blanques cavall · b5 blanques peó · e5 negres peó · g5 blanques peó · c4 negres peó · b3 negres alfil · e3 negres peó · b2 blanques dama · g2 blanques peó · b1 negres cavall | a8 blanques rei · b7 blanques cavall · h7 negres peó · a6 blanques torre · c6 blanques alfil · e6 negres rei · g6 negres peó · h6 blanques cavall · b5 blanques peó · e5 negres peó · g5 blanques peó · c4 negres peó · b3 negres alfil · e3 negres peó · b2 blanques dama · g2 blanques peó · b1 negres cavall | a8 blanques rei · b7 blanques cavall · h7 negres peó · a6 blanques torre · c6 blanques alfil · e6 negres rei · g6 negres peó · h6 blanques cavall · b5 blanques peó · e5 negres peó · g5 blanques peó · c4 negres peó · b3 negres alfil · e3 negres peó · b2 blanques dama · g2 blanques peó · b1 negres cavall | a8 blanques rei · b7 blanques cavall · h7 negres peó · a6 blanques torre · c6 blanques alfil · e6 negres rei · g6 negres peó · h6 blanques cavall · b5 blanques peó · e5 negres peó · g5 blanques peó · c4 negres peó · b3 negres alfil · e3 negres peó · b2 blanques dama · g2 blanques peó · b1 negres cavall | a8 blanques rei · b7 blanques cavall · h7 negres peó · a6 blanques torre · c6 blanques alfil · e6 negres rei · g6 negres peó · h6 blanques cavall · b5 blanques peó · e5 negres peó · g5 blanques peó · c4 negres peó · b3 negres alfil · e3 negres peó · b2 blanques dama · g2 blanques peó · b1 negres cavall | a8 blanques rei · b7 blanques cavall · h7 negres peó · a6 blanques torre · c6 blanques alfil · e6 negres rei · g6 negres peó · h6 blanques cavall · b5 blanques peó · e5 negres peó · g5 blanques peó · c4 negres peó · b3 negres alfil · e3 negres peó · b2 blanques dama · g2 blanques peó · b1 negres cavall | a8 blanques rei · b7 blanques cavall · h7 negres peó · a6 blanques torre · c6 blanques alfil · e6 negres rei · g6 negres peó · h6 blanques cavall · b5 blanques peó · e5 negres peó · g5 blanques peó · c4 negres peó · b3 negres alfil · e3 negres peó · b2 blanques dama · g2 blanques peó · b1 negres cavall | a8 blanques rei · b7 blanques cavall · h7 negres peó · a6 blanques torre · c6 blanques alfil · e6 negres rei · g6 negres peó · h6 blanques cavall · b5 blanques peó · e5 negres peó · g5 blanques peó · c4 negres peó · b3 negres alfil · e3 negres peó · b2 blanques dama · g2 blanques peó · b1 negres cavall | 7 |
| 6 | a8 blanques rei · b7 blanques cavall · h7 negres peó · a6 blanques torre · c6 blanques alfil · e6 negres rei · g6 negres peó · h6 blanques cavall · b5 blanques peó · e5 negres peó · g5 blanques peó · c4 negres peó · b3 negres alfil · e3 negres peó · b2 blanques dama · g2 blanques peó · b1 negres cavall | a8 blanques rei · b7 blanques cavall · h7 negres peó · a6 blanques torre · c6 blanques alfil · e6 negres rei · g6 negres peó · h6 blanques cavall · b5 blanques peó · e5 negres peó · g5 blanques peó · c4 negres peó · b3 negres alfil · e3 negres peó · b2 blanques dama · g2 blanques peó · b1 negres cavall | a8 blanques rei · b7 blanques cavall · h7 negres peó · a6 blanques torre · c6 blanques alfil · e6 negres rei · g6 negres peó · h6 blanques cavall · b5 blanques peó · e5 negres peó · g5 blanques peó · c4 negres peó · b3 negres alfil · e3 negres peó · b2 blanques dama · g2 blanques peó · b1 negres cavall | a8 blanques rei · b7 blanques cavall · h7 negres peó · a6 blanques torre · c6 blanques alfil · e6 negres rei · g6 negres peó · h6 blanques cavall · b5 blanques peó · e5 negres peó · g5 blanques peó · c4 negres peó · b3 negres alfil · e3 negres peó · b2 blanques dama · g2 blanques peó · b1 negres cavall | a8 blanques rei · b7 blanques cavall · h7 negres peó · a6 blanques torre · c6 blanques alfil · e6 negres rei · g6 negres peó · h6 blanques cavall · b5 blanques peó · e5 negres peó · g5 blanques peó · c4 negres peó · b3 negres alfil · e3 negres peó · b2 blanques dama · g2 blanques peó · b1 negres cavall | a8 blanques rei · b7 blanques cavall · h7 negres peó · a6 blanques torre · c6 blanques alfil · e6 negres rei · g6 negres peó · h6 blanques cavall · b5 blanques peó · e5 negres peó · g5 blanques peó · c4 negres peó · b3 negres alfil · e3 negres peó · b2 blanques dama · g2 blanques peó · b1 negres cavall | a8 blanques rei · b7 blanques cavall · h7 negres peó · a6 blanques torre · c6 blanques alfil · e6 negres rei · g6 negres peó · h6 blanques cavall · b5 blanques peó · e5 negres peó · g5 blanques peó · c4 negres peó · b3 negres alfil · e3 negres peó · b2 blanques dama · g2 blanques peó · b1 negres cavall | a8 blanques rei · b7 blanques cavall · h7 negres peó · a6 blanques torre · c6 blanques alfil · e6 negres rei · g6 negres peó · h6 blanques cavall · b5 blanques peó · e5 negres peó · g5 blanques peó · c4 negres peó · b3 negres alfil · e3 negres peó · b2 blanques dama · g2 blanques peó · b1 negres cavall | 6 |
| 5 | a8 blanques rei · b7 blanques cavall · h7 negres peó · a6 blanques torre · c6 blanques alfil · e6 negres rei · g6 negres peó · h6 blanques cavall · b5 blanques peó · e5 negres peó · g5 blanques peó · c4 negres peó · b3 negres alfil · e3 negres peó · b2 blanques dama · g2 blanques peó · b1 negres cavall | a8 blanques rei · b7 blanques cavall · h7 negres peó · a6 blanques torre · c6 blanques alfil · e6 negres rei · g6 negres peó · h6 blanques cavall · b5 blanques peó · e5 negres peó · g5 blanques peó · c4 negres peó · b3 negres alfil · e3 negres peó · b2 blanques dama · g2 blanques peó · b1 negres cavall | a8 blanques rei · b7 blanques cavall · h7 negres peó · a6 blanques torre · c6 blanques alfil · e6 negres rei · g6 negres peó · h6 blanques cavall · b5 blanques peó · e5 negres peó · g5 blanques peó · c4 negres peó · b3 negres alfil · e3 negres peó · b2 blanques dama · g2 blanques peó · b1 negres cavall | a8 blanques rei · b7 blanques cavall · h7 negres peó · a6 blanques torre · c6 blanques alfil · e6 negres rei · g6 negres peó · h6 blanques cavall · b5 blanques peó · e5 negres peó · g5 blanques peó · c4 negres peó · b3 negres alfil · e3 negres peó · b2 blanques dama · g2 blanques peó · b1 negres cavall | a8 blanques rei · b7 blanques cavall · h7 negres peó · a6 blanques torre · c6 blanques alfil · e6 negres rei · g6 negres peó · h6 blanques cavall · b5 blanques peó · e5 negres peó · g5 blanques peó · c4 negres peó · b3 negres alfil · e3 negres peó · b2 blanques dama · g2 blanques peó · b1 negres cavall | a8 blanques rei · b7 blanques cavall · h7 negres peó · a6 blanques torre · c6 blanques alfil · e6 negres rei · g6 negres peó · h6 blanques cavall · b5 blanques peó · e5 negres peó · g5 blanques peó · c4 negres peó · b3 negres alfil · e3 negres peó · b2 blanques dama · g2 blanques peó · b1 negres cavall | a8 blanques rei · b7 blanques cavall · h7 negres peó · a6 blanques torre · c6 blanques alfil · e6 negres rei · g6 negres peó · h6 blanques cavall · b5 blanques peó · e5 negres peó · g5 blanques peó · c4 negres peó · b3 negres alfil · e3 negres peó · b2 blanques dama · g2 blanques peó · b1 negres cavall | a8 blanques rei · b7 blanques cavall · h7 negres peó · a6 blanques torre · c6 blanques alfil · e6 negres rei · g6 negres peó · h6 blanques cavall · b5 blanques peó · e5 negres peó · g5 blanques peó · c4 negres peó · b3 negres alfil · e3 negres peó · b2 blanques dama · g2 blanques peó · b1 negres cavall | 5 |
| 4 | a8 blanques rei · b7 blanques cavall · h7 negres peó · a6 blanques torre · c6 blanques alfil · e6 negres rei · g6 negres peó · h6 blanques cavall · b5 blanques peó · e5 negres peó · g5 blanques peó · c4 negres peó · b3 negres alfil · e3 negres peó · b2 blanques dama · g2 blanques peó · b1 negres cavall | a8 blanques rei · b7 blanques cavall · h7 negres peó · a6 blanques torre · c6 blanques alfil · e6 negres rei · g6 negres peó · h6 blanques cavall · b5 blanques peó · e5 negres peó · g5 blanques peó · c4 negres peó · b3 negres alfil · e3 negres peó · b2 blanques dama · g2 blanques peó · b1 negres cavall | a8 blanques rei · b7 blanques cavall · h7 negres peó · a6 blanques torre · c6 blanques alfil · e6 negres rei · g6 negres peó · h6 blanques cavall · b5 blanques peó · e5 negres peó · g5 blanques peó · c4 negres peó · b3 negres alfil · e3 negres peó · b2 blanques dama · g2 blanques peó · b1 negres cavall | a8 blanques rei · b7 blanques cavall · h7 negres peó · a6 blanques torre · c6 blanques alfil · e6 negres rei · g6 negres peó · h6 blanques cavall · b5 blanques peó · e5 negres peó · g5 blanques peó · c4 negres peó · b3 negres alfil · e3 negres peó · b2 blanques dama · g2 blanques peó · b1 negres cavall | a8 blanques rei · b7 blanques cavall · h7 negres peó · a6 blanques torre · c6 blanques alfil · e6 negres rei · g6 negres peó · h6 blanques cavall · b5 blanques peó · e5 negres peó · g5 blanques peó · c4 negres peó · b3 negres alfil · e3 negres peó · b2 blanques dama · g2 blanques peó · b1 negres cavall | a8 blanques rei · b7 blanques cavall · h7 negres peó · a6 blanques torre · c6 blanques alfil · e6 negres rei · g6 negres peó · h6 blanques cavall · b5 blanques peó · e5 negres peó · g5 blanques peó · c4 negres peó · b3 negres alfil · e3 negres peó · b2 blanques dama · g2 blanques peó · b1 negres cavall | a8 blanques rei · b7 blanques cavall · h7 negres peó · a6 blanques torre · c6 blanques alfil · e6 negres rei · g6 negres peó · h6 blanques cavall · b5 blanques peó · e5 negres peó · g5 blanques peó · c4 negres peó · b3 negres alfil · e3 negres peó · b2 blanques dama · g2 blanques peó · b1 negres cavall | a8 blanques rei · b7 blanques cavall · h7 negres peó · a6 blanques torre · c6 blanques alfil · e6 negres rei · g6 negres peó · h6 blanques cavall · b5 blanques peó · e5 negres peó · g5 blanques peó · c4 negres peó · b3 negres alfil · e3 negres peó · b2 blanques dama · g2 blanques peó · b1 negres cavall | 4 |
| 3 | a8 blanques rei · b7 blanques cavall · h7 negres peó · a6 blanques torre · c6 blanques alfil · e6 negres rei · g6 negres peó · h6 blanques cavall · b5 blanques peó · e5 negres peó · g5 blanques peó · c4 negres peó · b3 negres alfil · e3 negres peó · b2 blanques dama · g2 blanques peó · b1 negres cavall | a8 blanques rei · b7 blanques cavall · h7 negres peó · a6 blanques torre · c6 blanques alfil · e6 negres rei · g6 negres peó · h6 blanques cavall · b5 blanques peó · e5 negres peó · g5 blanques peó · c4 negres peó · b3 negres alfil · e3 negres peó · b2 blanques dama · g2 blanques peó · b1 negres cavall | a8 blanques rei · b7 blanques cavall · h7 negres peó · a6 blanques torre · c6 blanques alfil · e6 negres rei · g6 negres peó · h6 blanques cavall · b5 blanques peó · e5 negres peó · g5 blanques peó · c4 negres peó · b3 negres alfil · e3 negres peó · b2 blanques dama · g2 blanques peó · b1 negres cavall | a8 blanques rei · b7 blanques cavall · h7 negres peó · a6 blanques torre · c6 blanques alfil · e6 negres rei · g6 negres peó · h6 blanques cavall · b5 blanques peó · e5 negres peó · g5 blanques peó · c4 negres peó · b3 negres alfil · e3 negres peó · b2 blanques dama · g2 blanques peó · b1 negres cavall | a8 blanques rei · b7 blanques cavall · h7 negres peó · a6 blanques torre · c6 blanques alfil · e6 negres rei · g6 negres peó · h6 blanques cavall · b5 blanques peó · e5 negres peó · g5 blanques peó · c4 negres peó · b3 negres alfil · e3 negres peó · b2 blanques dama · g2 blanques peó · b1 negres cavall | a8 blanques rei · b7 blanques cavall · h7 negres peó · a6 blanques torre · c6 blanques alfil · e6 negres rei · g6 negres peó · h6 blanques cavall · b5 blanques peó · e5 negres peó · g5 blanques peó · c4 negres peó · b3 negres alfil · e3 negres peó · b2 blanques dama · g2 blanques peó · b1 negres cavall | a8 blanques rei · b7 blanques cavall · h7 negres peó · a6 blanques torre · c6 blanques alfil · e6 negres rei · g6 negres peó · h6 blanques cavall · b5 blanques peó · e5 negres peó · g5 blanques peó · c4 negres peó · b3 negres alfil · e3 negres peó · b2 blanques dama · g2 blanques peó · b1 negres cavall | a8 blanques rei · b7 blanques cavall · h7 negres peó · a6 blanques torre · c6 blanques alfil · e6 negres rei · g6 negres peó · h6 blanques cavall · b5 blanques peó · e5 negres peó · g5 blanques peó · c4 negres peó · b3 negres alfil · e3 negres peó · b2 blanques dama · g2 blanques peó · b1 negres cavall | 3 |
| 2 | a8 blanques rei · b7 blanques cavall · h7 negres peó · a6 blanques torre · c6 blanques alfil · e6 negres rei · g6 negres peó · h6 blanques cavall · b5 blanques peó · e5 negres peó · g5 blanques peó · c4 negres peó · b3 negres alfil · e3 negres peó · b2 blanques dama · g2 blanques peó · b1 negres cavall | a8 blanques rei · b7 blanques cavall · h7 negres peó · a6 blanques torre · c6 blanques alfil · e6 negres rei · g6 negres peó · h6 blanques cavall · b5 blanques peó · e5 negres peó · g5 blanques peó · c4 negres peó · b3 negres alfil · e3 negres peó · b2 blanques dama · g2 blanques peó · b1 negres cavall | a8 blanques rei · b7 blanques cavall · h7 negres peó · a6 blanques torre · c6 blanques alfil · e6 negres rei · g6 negres peó · h6 blanques cavall · b5 blanques peó · e5 negres peó · g5 blanques peó · c4 negres peó · b3 negres alfil · e3 negres peó · b2 blanques dama · g2 blanques peó · b1 negres cavall | a8 blanques rei · b7 blanques cavall · h7 negres peó · a6 blanques torre · c6 blanques alfil · e6 negres rei · g6 negres peó · h6 blanques cavall · b5 blanques peó · e5 negres peó · g5 blanques peó · c4 negres peó · b3 negres alfil · e3 negres peó · b2 blanques dama · g2 blanques peó · b1 negres cavall | a8 blanques rei · b7 blanques cavall · h7 negres peó · a6 blanques torre · c6 blanques alfil · e6 negres rei · g6 negres peó · h6 blanques cavall · b5 blanques peó · e5 negres peó · g5 blanques peó · c4 negres peó · b3 negres alfil · e3 negres peó · b2 blanques dama · g2 blanques peó · b1 negres cavall | a8 blanques rei · b7 blanques cavall · h7 negres peó · a6 blanques torre · c6 blanques alfil · e6 negres rei · g6 negres peó · h6 blanques cavall · b5 blanques peó · e5 negres peó · g5 blanques peó · c4 negres peó · b3 negres alfil · e3 negres peó · b2 blanques dama · g2 blanques peó · b1 negres cavall | a8 blanques rei · b7 blanques cavall · h7 negres peó · a6 blanques torre · c6 blanques alfil · e6 negres rei · g6 negres peó · h6 blanques cavall · b5 blanques peó · e5 negres peó · g5 blanques peó · c4 negres peó · b3 negres alfil · e3 negres peó · b2 blanques dama · g2 blanques peó · b1 negres cavall | a8 blanques rei · b7 blanques cavall · h7 negres peó · a6 blanques torre · c6 blanques alfil · e6 negres rei · g6 negres peó · h6 blanques cavall · b5 blanques peó · e5 negres peó · g5 blanques peó · c4 negres peó · b3 negres alfil · e3 negres peó · b2 blanques dama · g2 blanques peó · b1 negres cavall | 2 |
| 1 | a8 blanques rei · b7 blanques cavall · h7 negres peó · a6 blanques torre · c6 blanques alfil · e6 negres rei · g6 negres peó · h6 blanques cavall · b5 blanques peó · e5 negres peó · g5 blanques peó · c4 negres peó · b3 negres alfil · e3 negres peó · b2 blanques dama · g2 blanques peó · b1 negres cavall | a8 blanques rei · b7 blanques cavall · h7 negres peó · a6 blanques torre · c6 blanques alfil · e6 negres rei · g6 negres peó · h6 blanques cavall · b5 blanques peó · e5 negres peó · g5 blanques peó · c4 negres peó · b3 negres alfil · e3 negres peó · b2 blanques dama · g2 blanques peó · b1 negres cavall | a8 blanques rei · b7 blanques cavall · h7 negres peó · a6 blanques torre · c6 blanques alfil · e6 negres rei · g6 negres peó · h6 blanques cavall · b5 blanques peó · e5 negres peó · g5 blanques peó · c4 negres peó · b3 negres alfil · e3 negres peó · b2 blanques dama · g2 blanques peó · b1 negres cavall | a8 blanques rei · b7 blanques cavall · h7 negres peó · a6 blanques torre · c6 blanques alfil · e6 negres rei · g6 negres peó · h6 blanques cavall · b5 blanques peó · e5 negres peó · g5 blanques peó · c4 negres peó · b3 negres alfil · e3 negres peó · b2 blanques dama · g2 blanques peó · b1 negres cavall | a8 blanques rei · b7 blanques cavall · h7 negres peó · a6 blanques torre · c6 blanques alfil · e6 negres rei · g6 negres peó · h6 blanques cavall · b5 blanques peó · e5 negres peó · g5 blanques peó · c4 negres peó · b3 negres alfil · e3 negres peó · b2 blanques dama · g2 blanques peó · b1 negres cavall | a8 blanques rei · b7 blanques cavall · h7 negres peó · a6 blanques torre · c6 blanques alfil · e6 negres rei · g6 negres peó · h6 blanques cavall · b5 blanques peó · e5 negres peó · g5 blanques peó · c4 negres peó · b3 negres alfil · e3 negres peó · b2 blanques dama · g2 blanques peó · b1 negres cavall | a8 blanques rei · b7 blanques cavall · h7 negres peó · a6 blanques torre · c6 blanques alfil · e6 negres rei · g6 negres peó · h6 blanques cavall · b5 blanques peó · e5 negres peó · g5 blanques peó · c4 negres peó · b3 negres alfil · e3 negres peó · b2 blanques dama · g2 blanques peó · b1 negres cavall | a8 blanques rei · b7 blanques cavall · h7 negres peó · a6 blanques torre · c6 blanques alfil · e6 negres rei · g6 negres peó · h6 blanques cavall · b5 blanques peó · e5 negres peó · g5 blanques peó · c4 negres peó · b3 negres alfil · e3 negres peó · b2 blanques dama · g2 blanques peó · b1 negres cavall | 1 |
|   | a | b | c | d | e | f | g | h |   |